# Siewiernyj (rejon tałdomski)
Siewiernyj (ros. Северный) – osiedle typu miejskiego w Rosji, w obwodzie moskiewskim, w rejonie tałdomskim. W 2021 liczyło 3911 mieszkańców.